# Люди в деревьях
«Люди в деревьях» (англ. Men in Trees) — романтический комедийный американский сериал про поиски счастья на далёкой Аляске. Премьера состоялась 12 сентября 2006 года.

## Сюжет
Мэрин Фрист, главная героиня, помогает женщинам найти «того самого», разобраться в семейных взаимоотношениях и прийти к пониманию самой себя.
У нее есть жених, только что вышла ее новая книжка о выборе мужчины для замужества. Перед свадьбой у нее запланирована небольшая пресс-конференция в маленьком городке на Аляске. В самолете она обнаруживает, что в её жизни не всё так гладко: её жених изменил ей. Сейчас она хочет забыть всё, что знала о мужчинах и получить новые знания о любви и взаимоотношениях. Ведь, как оказалось, она сильна лишь в теории…

## В главных ролях
- Энн Хейч ― Мэрин Фрист
- Эмили Бергл ― Энни О'Доннелл
- Дерек Ричардсон — Патрик О'Бейчелортон
- Шона Кофоед — Джейн Бернс
- Джеймс Таппер ― Джек Слэттери
- Джон Эймос ― Базз Вашингтон
- Абрахам Бенруби ― Бен Томассон

## Премьеры в мире
| 12 сентября 2006 | США        |
| 13 декабря 2006  | Австралия  |
| январь 2007      | Нидерланды |
| 24 января 2007   | Бразилия   |
| 14 февраля 2007  | Швеция     |
| 5 марта 2007     | Венгрия    |
| 3 апреля 2007    | Ирландия   |
| 26 апреля 2007   | Финляндия  |
| 4 января 2008    | Германия   |
| 31 мая 2008      | Италия     |
| 21 июля 2008     | Эстония    |
| 18 февраля 2010  | Россия     |